# Гігантський магелланів телескоп
29°02′54″ пд. ш. 70°41′01″ зх. д. / 29.048333° пд. ш. 70.683611° зх. д.

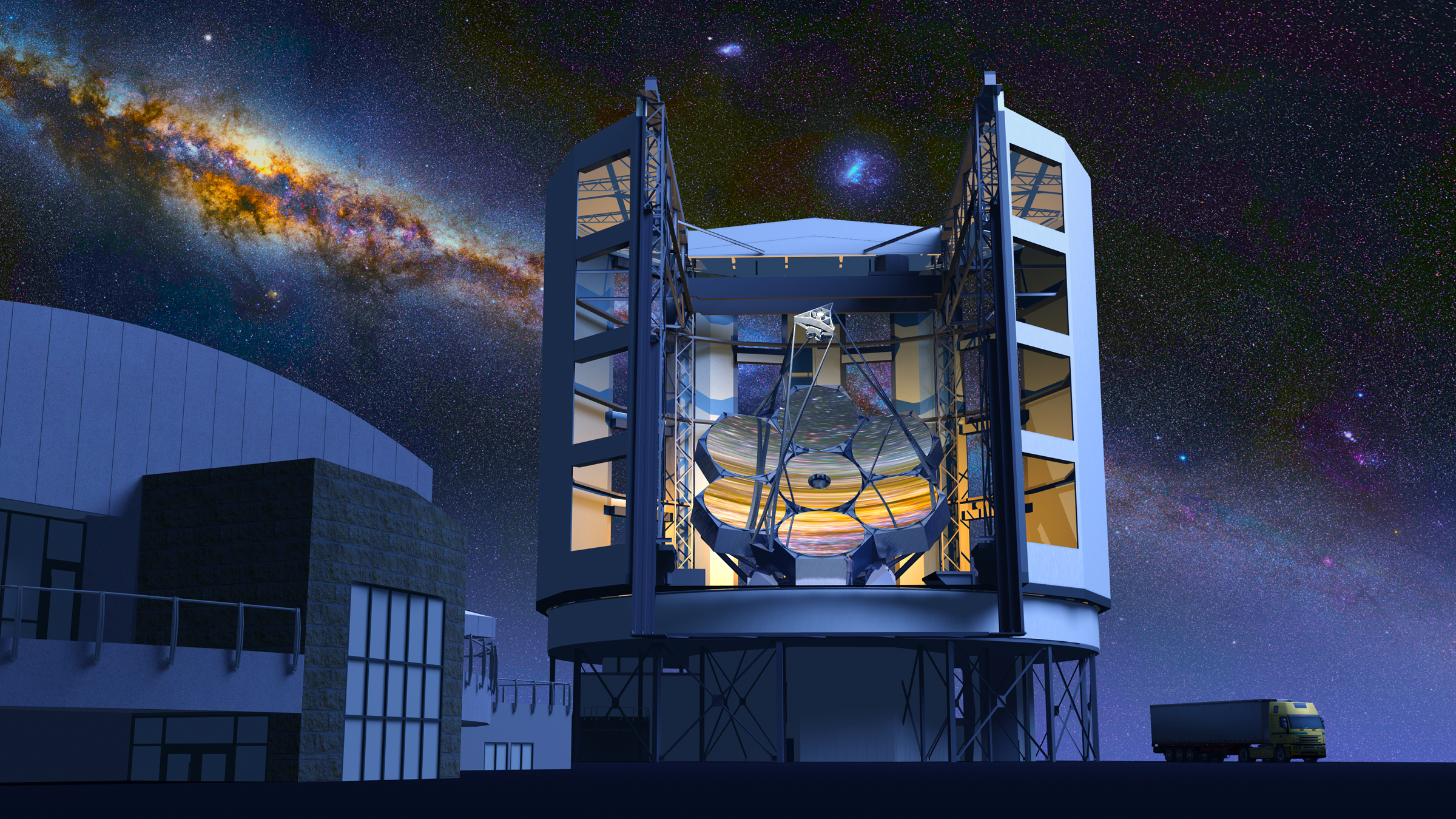
Художнє зображення телескопу.

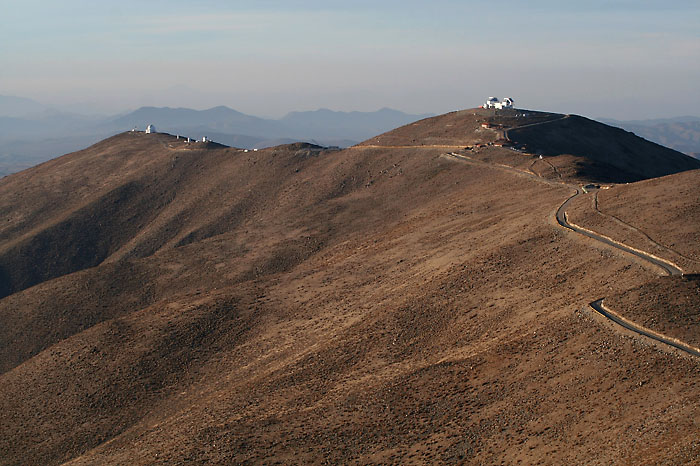
Обсерваторія Лас-Кампанас

Гігантський Магелланів телескоп (англ. Giant Magellan Telescope), ГМТ — наземний телескоп з апертурою близько 24,5 метрів, що будується на піку Лас Компанас (ісп. Las Companas) в чилійській пустелі Атакама.

## Історія

### Передісторія
Роботи зі створення телескопу ГМТ почалися з 2005 року.

### Будівництво
Станом на початок осені 2014 року для ГМТ було виготовлено два дзеркала, третє відлито та перебувало в стані поступового охолодження, четверте згідно плану готувалося до виливки до кінця поточного року. Завершення будівництва телескопу ГМТ планувалося у 2020 році. В 2018 році розпочалося закладення фундаменту ГМТ. Очікувалося, що перші зображення буде отримано 2024 року.
Сама конструкція ГМТ заввишки 39 м виготовляється з 2100 т американської сталі на заводі в м. Рокфорді, штат Іллінойс (США). Станом на вересень 2023 року, розпочалося виготовлення останнього, сьомого дзеркала семисегментної монолітної світлозбиральної поверхні телескопу. З цією метою, в спеціальному резервуарі під футбольним стадіоном Університету Аризони, в лабораторії дзеркал ім. Річарда Ф. Керіса, запрацювала піч, яка почала нагрівати басейн з оптичним склом завширшки 8,4 м і вагою 20 тонн. Мета — досягти температури 1165—1178 °C. На процес контрольованого рівномірного охолодження останнього дзеркала виділено чотири місяці, після цього техніки почнуть шліфувати та полірувати його поверхню, щоб досягти астрономічно точної обробки. На весь процес, від випікання дзеркала — до завершення, піде приблизно чотири роки.
8 березня 2024 року, за повідомленням The New York Times, будівництво ГМТ вимагає насправді близько $3 млрд інвестицій, однак наразі зібрано менше половини необхідної вартості телескопу. Відповідно, швидше за все, телескоп не буде готовий до 2030-х років.

## Місія та цілі
ГМТ забезпечить до 200 разів більшу чутливість і вчетверо більшу роздільну здатність зображення, ніж у найсучасніших космічних телескопів сьогодення. Завдяки цьому, науковці матимуть унікальну комбінацію можливостей для вивчення планет з високою просторовою і спектральною роздільною здатністю. Вони є ключовими для визначення того, чи має планета кам'янистий склад, як Земля, чи містить вона рідку воду, чи містить її атмосфера правильну комбінацію молекул, яка вказуватиме на наявність життя.

## Будова телескопу
Як елемент, що збирає світло, в ГМТ буде використовуватися система із семи дзеркал діаметром 8,4 м та вагою 20 тонн кожне. Сумарна апертура телескопу буде відповідати телескопу з дзеркалом діаметром 24,5 м. Загальна світосила 368 м² (3961 кв. футів).
Кожне дзеркало складається з великої кількості шестикутних сегментів, що дозволило в 5 разів знизити масу виробу порівняно з дзеркалом цілісного такого ж розміру. Заготовки із високоякісного боросилікатного скла виготовляються в Японії. Товщина сегментів не перевищує 28 мм, що позитивно впливає на умови експлуатації — таке дзеркало швидко прийматиме температуру навколишнього середовища, що запобігатиме виникненню коливань повітря біля поверхні та спотворенню зображення. Також полегшеність конструкції самих дзеркал дозволить зібрати поверхню, що відображає діаметром майже 25 метрів всього лише з 7 основних і 7 вторинних дзеркал. Це в рази полегшує керування та налаштування телескопу.
Очікується, що за здатністю збирати світло телескоп учетверо перевищить найбільші існуючі на 2012 рік та матиме роздільну здатність у 10 разів вищу за телескоп Габбл і в 4 рази більшу, ніж у телескопу Джеймса Вебба.
Коли всі частини ГМТ будуть складені у великому монтуванні, яке зараз виготовляється у США, буде створено інструмент, який зможе збирати світло з більшої площі, ніж будь-який інший прилад на Землі.

## Інтернет-ресурси
- Гігантський Магелланів телескоп.

| Сатурн | Це незавершена стаття з астрономії. Ви можете допомогти проєкту, виправивши або дописавши її. |